# トピ
トピ (Topi、学名 : Damaliscus korrigum) は、偶蹄目ウシ科のアンテロープの1種である。スワヒリ語名はニャメラ (Nyamera)。標準和名コリガムダマリスクス。

## 分類
複数の亜種に分類され、コリガム (Korrigum、D. k. korrigum, D. k. lyra, D. k. purpurescens)、ニャメラ (Nyamera, D. k. jimela)（ニャメラはトピの別名だがここでは亜種の名とされる）、チアン (Tiang, D. k. tiang) は同種。狭義のトピである亜種トピは D. k. topi だが、D. k. jimela とすることもある。
以下の亜種の分類は、Grubb (2005) に従う。和名は今泉（1988a, 1988b）を参考とした。英名はCotterill (2003b) に従う。
Damaliscus korrigum korrigum (Ogilby, 1836) コリガムダマリスクス、ニシコリガムダマリスクス Korrigum
亜種チアンダマリスクスD. k. tiang、カメルーンコリガムダマリスクスD. k. purpurescens、シャリダマリスクスD. k. lyraはシノニムとされる。
Damaliscus korrigum jimela (Matschie, 1892) ジメラダマリスクス、ジメラトピ Nyamera
亜種エルゴンダマリスクスD. k. phaliusはシノニムとされる。
Damaliscus korrigum topi Blaine, 1914 トピダマリスクス Topi
2016年時点のIUCNレッドリストでは、ダマリスクス (ササビー、Damaliscus lunatus) と同種とする説が採用されている。2003年のバングウェウルダマリスクス（Damaliscus superstes）の原記載では本種も独立種として扱われ、2005年の『Mammal Species of the World』もこの分類に準じている。一方で2013年の『Mammals of Africa』では、バングウェウルダマリスクスとともにダマリスクスの亜種（D. l. jimela、D. l. korrigum、D. l. lunatus、D. l. superstes、D. l. tiang、D. l. topi）とされた。

## 特徴
ハーテビースト (Alcelaphus buselaphus) に似るが、体色は暗く、角はあまり曲がっていない。
シマウマ 、トムソンガゼル 、ハーテビーストなどと群れをなすことがある。

## 保全状況
IUCNレッドリストでは、ダマリスクスD. lunatusの亜種としてそれぞれ判定されている。
Damaliscus lunatus ssp. jimela ジメラダマリスクス Topi
VULNERABLE (IUCN Red List Ver. 3.1 (2001))

Damaliscus lunatus ssp. korrigum コリガムダマリスクス Korrigum
ENDANGERED (IUCN Red List Ver. 3.1 (2001))

Damaliscus lunatus ssp. tiang チアンダマリスクス Tiang
LEAST CONCERN (IUCN Red List Ver. 3.1 (2001))

Damaliscus lunatus ssp. topi トピダマリスクス Coastal Topi
ENDANGERED (IUCN Red List Ver. 3.1 (2001))